# Neoctenus comosus
Neoctenus comosus là một loài nhện trong họ Trechaleidae.
Loài này thuộc chi Neoctenus. Neoctenus comosus được Eugène Simon miêu tả năm 1897.